# 無形性
無形性（英語：Intangibility）指缺乏可觸及之屬性，從而難以評估服务质量，而服務的其他關鍵特徵包括易逝性、不可分割性和易變性。